# Perfidie (crime de guerre)
Pour les articles homonymes, voir Perfidie.
Une perfidie est, dans le domaine de la guerre, une tromperie dans laquelle une partie s'engage à agir de bonne foi (par exemple en hissant le drapeau blanc) dans l'intention de trahir cet engagement quand l'ennemi, une fois sa vigilance atténuée, est exposé (par exemple : sortir de couvert pour attaquer les adversaires qui viennent recueillir les faux « prisonniers »). La perfidie est une infraction au droit de la guerre ce qui constitue donc un crime de guerre, car elle porte atteinte aux protections et aux restrictions réciproques qui sont développées dans l'intérêt de toutes les parties, tant combattantes que civiles.

## Conventions de Genève
La perfidie est explicitement interdite aux termes du Protocole additionnel aux Conventions de Genève du 12 août 1949 relatif à la protection des victimes des conflits armés internationaux de 1977, dans ses articles 37, 38 et 39 :

« Article 37 -- Interdiction de la perfidie

1. Il est interdit de tuer, blesser ou capturer un adversaire en recourant à la perfidie. Constituent une perfidie les actes faisant appel, avec l'intention de la tromper, à la bonne foi d'un adversaire pour lui faire croire qu'il a le droit de recevoir ou l'obligation d'accorder la protection prévue par les règles du droit international applicable dans les conflits armés. Les actes suivants sont des exemples de perfidie :

a) feindre l'intention de négocier sous le couvert du pavillon parlementaire, ou feindre la reddition ;

b) feindre une incapacité due à des blessures ou à la maladie ;

c) feindre d'avoir le statut de civil ou de non-combattant ;

d) feindre d'avoir un statut protégé en utilisant des signes emblèmes ou uniformes des Nations unies, d'États neutres ou d'autres États non Parties au conflit.
2. Les ruses de guerre ne sont pas interdites. Constituent des ruses de guerre les actes qui ont pour but d'induire un adversaire en erreur ou de lui faire commettre des imprudences, mais qui n'enfreignent aucune règle du droit international applicable dans les conflits armés et qui, ne faisant pas appel à la bonne foi de l'adversaire en ce qui concerne la protection prévue par ce droit, ne sont pas perfides. Les actes suivants sont des exemples de ruses de guerre : l'usage de camouflages, de leurres, d'opérations simulées et de faux renseignements. »

## Histoire
La réprobation envers la perfidie s'inscrit dans les coutumes de la guerre bien avant leur interdiction dans le Protocole I. Par exemple, dans la Seconde conférence de La Haye, l'article 23 stipule :

« Outre les prohibitions établies par des conventions spéciales, il est notamment 'interdit' :

b. de tuer ou de blesser par trahison des individus appartenant à la nation ou à l'armée ennemie

f. d'user indûment du pavillon parlementaire, du pavillon national ou des insignes militaires et de l'uniforme de l'ennemi, ainsi que des signes distinctifs de la Convention de Genève. »

Pendant la Seconde Guerre mondiale sur le théâtre Asie-Pacifique, des soldats japonais laissaient des dispositifs piège sur leurs morts et leurs blessés et faisaient semblant de se rendre ou d'être blessés pour attirer les forces alliées dans un piège puis les attaquer par surprise. Un exemple de cette perfidie est le cas de la patrouille de Goettge (en), aux premières étapes de la bataille de Guadalcanal en 1942 : une fausse reddition des Japonais aurait entraîné la mort de 20 soldats américains. De tels actes, ainsi que d'autres tromperies commises pendant la guerre du Pacifique, ont incité les Américains à tirer sur les soldats japonais morts ou blessés ainsi que sur ceux qui tentaient de se rendre et à ne pas accorder facilement le statut de prisonniers de guerre,,.
Au procès de Dachau, le tribunal soulève la question de la légalité d'endosser l'uniforme ennemi pour approcher l'ennemi sans l'attaquer ; lors du procès en 1947 d'Otto Skorzeny, qui a préparé et commandé l'Opération Greif, le tribunal militaire américain le déclare non coupable de crime de guerre. Il avait communiqué à ses soldats l'avertissement d'un juriste allemand sur le fait que combattre sous l'uniforme américain serait une infraction au droit de la guerre. Dans son jugement, le tribunal observe que l'affaire n'a pas nécessité d'autre verdict que « coupable » ou « non coupable » et qu'il est impossible de tirer des conclusions générales de cet acquittement. Le tribunal souligne aussi qu'endosser l'uniforme ennemi à des fins d'espionnage n'est pas du même ordre que porter cet uniforme au combat.